# Marianna Marchocka
Marianna Marchocka, O.C.D. (řeholním jménem: Terezie od Ježíše; 25. června 1603 Stróże – 19. dubna 1652 Varšava) byla polská řeholnice, bosá karmelitánka a mystička.

## Život
Narodila se 25. června 1603 v Stróże jako druhé dítě Pawla Marchockého a Elżbiety rozené Modrzejewské. Její otec byl několikanásobným poslancem sněmu. Měla dva sourozence; sestra Elżbieta vstoupila k Chudých sestrám svaté Kláry a bratr Mikołaj studoval na Královské akademii.
Přes značný odpor rodičů (byla dokonce bita), po setkání s otcem Piotrem Kordońskim a po přečtení života svaté Terezie od Ježíše, vstoupila 26. dubna 1620 do kláštera bosých karmelitánek v Krakově. Přijala řeholní jméno po zakladatelce řádu. V letech 1630–1639 zastávala funkci novicmistrové. Roku 1642 byla poslána do Lvova, aby zde založila klášter. Stala se představenou a učitelkou první generace lvovských bosých karmelitánek.
Roku 1648 musely karmelitánky kvůli Chmelnickému povstání uprchnout do Krakova, odkud se poté přesunuly do Varšavy. Velkou úctu k ní chovala královna Ludovika Marie Gonzagová, která jí často navštěvovala s králem Janem II. Kazimírem Vasou.
Od roku 1650 se zdraví matky Terezie začalo zhoršovat a trpěla částečným ochrnutím. V lednu 1652 rezignovala na svou funkci převorky. Zemřela 19. dubna 1652. Roku 1818 byly její ostatky převezeny do Krakova a uloženy v klášteře bosých karmelitánek.

## Mystika
Své první mystické zážitky zažívala ve 21 letech. Záznamy z tohoto období naznačují, že měla dar bilokace a stigmat. Zažívala také extáze.
Život Marianny Marchocké, včetně jejích mystických zážitků, je prezentován v díle Żywot, psaném prózou (blízkou stylu ústní rozpravy). Byl napsán na popud jejího zpovědníka a pozdějšího duchovního vůdce otce Ignáce od sv. Jana Evangelisty. Je to první autobiografie polské ženy a důležité dílo mystické literatury polského baroka, které současníci přirovnávají k autobiograficky prezentovanému Životu sv. Terezie z Ávily. 

## Proces svatořečení
Dokumenty k zahájení procesu sbíral svatý Rafał Kalinowski. Dne 9. října 2007 vydala Kongregace pro blahořečení a svatořečení nihil obstat a 21. prosince započala diecézní fáze procesu.